# Anoteropora latirostris
Anoteropora latirostris is een mosdiertjessoort uit de familie van de Mamilloporidae. De wetenschappelijke naam van de soort is voor het eerst geldig gepubliceerd in 1947 door Silén.